# 僕の歌を総て君にやる
『僕の歌を総て君にやる』（ぼくのうたをすべてきみにやる）は、筋肉少女帯の13枚目のシングル。1996年11月25日にマーキュリー・ミュージックエンタテインメント（現:ユニバーサルミュージック）より発売された。

## 概要
筋肉少女帯がMCAビクター（現:ユニバーサルミュージック）からマーキュリー・ミュージックエンタテインメントに移籍後、最初にリリースしたシングルである。

## 収録曲
1. 僕の歌を総て君にやる
（作詞：大槻ケンヂ / 作曲：橘高文彦, 筋肉少女帯 / 編曲：筋肉少女帯）
  - テレビ朝日系「ウィークエンドライブ 週刊地球TV」オープニングテーマ曲。
2. 『冬の風鈴』にのせた散文詩の朗読
（作詞：大槻ケンヂ / 作曲：大槻ケンヂ, 筋肉少女帯 / 編曲：筋肉少女帯）
  - アルバム『キラキラと輝くもの』収録曲「冬の風鈴」にのせて散文詩を朗読している曲。
3. 僕の歌を総て君にやる （オリジナル・カラオケ）
（作曲：橘高文彦, 筋肉少女帯 / 編曲：筋肉少女帯）